# Kristall Máni Ingason
Kristall Máni Ingason (Reykjavík, 2002. január 18. –) izlandi válogatott labdarúgó, a dán SønderjyskE csatárja.

## Pályafutása

### Klubcsapatokban
Kristall Izland fővárosában, Reykjavíkban született. Az ifjúsági pályafutását a Fjölnir csapatában kezdte, majd a dán København akadémiájánál folytatta.
2019-ben mutatkozott be a København első osztályban szereplő felnőtt keretében. A 2020-as szezonban az izlandi Víkingur Reykjavíknál szerepelt kölcsönben. A lehetőséggel élve, 2021-ben az izlandi csapat szerződtette. 2022. augusztus 1-jén a norvég első osztályban érdekelt Rosenborghoz igazolt. Először a 2022. augusztus 6-ai, HamKam ellen 2–1-re megnyert mérkőzés 66. percében, Adrian Pereira cseréjeként lépett pályára. Első góljait 2022. augusztus 28-án, a Tromsø ellen idegenben 4–3-as vereséggel zárult találkozón szerezte meg. 2023. július 19-én hároméves szerződést kötött a dán SønderjyskE együttesével.

### A válogatottban
Kristall az U16-os, az U17-es, az U19-es és az U21-es korosztályú válogatottakban is képviselte Izlandot.
2022-ben debütált a felnőtt válogatottban. Először a 2022. január 12-ei, Uganda ellen 1–1-es döntetlennel zárult mérkőzés 74. percében, Viktor Karl Einarssont váltva lépett pályára.

## Statisztikák
2023. július 21. szerint
| Klub               | Szezon   | Osztály             | Bajnokság | Bajnokság | Kupa  | Kupa | Nemzetközi | Nemzetközi | Összesen | Összesen |
| Klub               | Szezon   | Osztály             | Meccs     | Gól       | Meccs | Gól  | Meccs      | Gól        | Meccs    | Gól      |
| ------------------ | -------- | ------------------- | --------- | --------- | ----- | ---- | ---------- | ---------- | -------- | -------- |
| Víkingur Reykjavík | 2020     | Úrvalsdeild         | 14        | 1         | 0     | 0    | —          | —          | 14       | 1        |
| Víkingur Reykjavík | 2021     | Úrvalsdeild         | 21        | 3         | 7     | 8    | —          | —          | 28       | 11       |
| Víkingur Reykjavík | 2022     | Úrvalsdeild         | 12        | 4         | 10    | 5    | 5          | 5          | 27       | 14       |
| Víkingur Reykjavík | Összesen | Összesen            | 47        | 8         | 17    | 13   | 5          | 5          | 69       | 26       |
| Rosenborg          | 2022     | Eliteserien         | 8         | 2         | 0     | 0    | —          | —          | 8        | 2        |
| Rosenborg          | 2023     | Eliteserien         | 8         | 1         | 1     | 0    | —          | —          | 9        | 1        |
| Rosenborg          | Összesen | Összesen            | 16        | 3         | 1     | 0    | 0          | 0          | 17       | 3        |
| SønderjyskE        | 2023–24  | Danish 1st Division | 1         | 0         | 0     | 0    | —          | —          | 1        | 0        |
| Összesen           | Összesen | Összesen            | 64        | 11        | 18    | 13   | 5          | 5          | 87       | 29       |

### A válogatottban
| Válogatott | Év       | Pályára lépés | Gól |
| ---------- | -------- | ------------- | --- |
| Izland     | 2022     | 2             | 0   |
| Izland     | 2023     | 2             | 0   |
| Összesen   | Összesen | 4             | 0   |

## Sikerei, díjai
Víkingur Reykjavík
- Úrvalsdeild
  - Bajnok (1): 2021

- Izlandi Kupa
  - Győztes (1): 2021

- Izlandi Ligakupa
  - Döntős (1): 2022

- Izlandi Szuperkupa
  - Győztes (1): 2022
  - Döntős (1): 2020